# Баршакум
Баршаку́м (каз. Баршақұм) — село складі Байганінського району Актюбінської області Казахстану. Входить до складу Саритогайського сільського округу.
У радянські часи село називалось Каракога.
Населення — 241 особа (2021; 260 у 2009, 400 у 1999, 543 у 1989).